# Liste der Monuments historiques in Magnant
Die Liste der Monuments historiques in Magnant führt die Monuments historiques in der französischen Gemeinde Magnant auf.

## Liste der Immobilien
| Bezeichnung                    | Beschreibung           | Standort                       | Kennzeichnung | Schutzstatus | Datum | Bild           |
| ------------------------------ | ---------------------- | ------------------------------ | ------------- | ------------ | ----- | -------------- |
| Kirche St-Julien-l’Hospitalier | ab dem 12. Jahrhundert | Rue du Maréchal Leclerc (Lage) | PA00078143    | Inscrit      | 1926  | weitere Bilder |

## Liste der Objekte
| Bezeichnung                                                | Beschreibung                                                                              | Standort                                     | Kennzeichnung | Schutzstatus | Datum | Bild |
| ---------------------------------------------------------- | ----------------------------------------------------------------------------------------- | -------------------------------------------- | ------------- | ------------ | ----- | ---- |
| Triumphbogen                                               | Schmiedeeisen, 18. Jahrhundert                                                            | in der Kirche St-Julien-l’Hospitalier (Lage) | PM10001115    | Classé       | 1977  |      |
| Sieben Kirchenfenster                                      | Ensemble aus PM10003172 bis PM10003174                                                    | in der Kirche St-Julien-l’Hospitalier (Lage) | PM10001111    | Classé       | 1894  |      |
| Vier Kirchenfenster                                        | im nördlichen Querschiff; aus dem 16. Jahrhundert                                         | in der Kirche St-Julien-l’Hospitalier (Lage) | PM10003172    | Classé       | 1894  |      |
| Zwei Kirchenfenster                                        | im südlichen Querschiff; aus dem 16. Jahrhundert                                          | in der Kirche St-Julien-l’Hospitalier (Lage) | PM10003173    | Classé       | 1894  |      |
| Schöpfungsfenster                                          | im Chorraum; aus dem 16. Jahrhundert                                                      | in der Kirche St-Julien-l’Hospitalier (Lage) | PM10003174    | Classé       | 1894  |      |
| Skulptur Heiliger Vinzenz                                  | Kalkstein, farbig gefasst, 17. Jahrhundert                                                | in der Kirche St-Julien-l’Hospitalier (Lage) | PM10001117    | Classé       | 1977  |      |
| Skulptur Heiliger Nikolaus                                 | Kalkstein, farbig gefasst, 17. Jahrhundert                                                | in der Kirche St-Julien-l’Hospitalier (Lage) | PM10001118    | Classé       | 1977  |      |
| Hauptaltar                                                 | Tabernakel und Retabel; Eichenholz, farbig gefasst, 17. Jahrhundert; zugehörig PM10003175 | in der Kirche St-Julien-l’Hospitalier (Lage) | PM10001119    | Classé       | 1977  |      |
| Zwei Gemälde: Martyrium des heiligen Julianus und Christus | Ölfarbe auf Leinwand, 17. Jahrhundert                                                     | in der Kirche St-Julien-l’Hospitalier (Lage) | PM10003175    | Classé       | 1977  |      |
| Skulptur Madonna mit Kind                                  | Kalkstein, farbig gefasst, 16. Jahrhundert                                                | in der Kirche St-Julien-l’Hospitalier (Lage) | PM10001112    | Classé       | 1908  |      |
| Archivtruhe                                                | Eichenholz, 18. Jahrhundert                                                               | in der Kirche St-Julien-l’Hospitalier (Lage) | PM10004318    | Inscrit      | 1977  |      |
| Wandverkleidung                                            | Holz und Gips, bemalt und vergoldet, 18. Jahrhundert                                      | in der Kirche St-Julien-l’Hospitalier (Lage) | PM10001113    | Classé       | 1977  |      |
| Weihrauchfass                                              | Kupfer, versilbert, zweite Hälfte des 18. Jahrhunderts                                    | in der Kirche St-Julien-l’Hospitalier (Lage) | PM10001116    | Classé       | 1977  |      |
| Reiterskulptur Heiliger Julianus                           | Kalkstein, farbig gefasst, 16. Jahrhundert                                                | in der Kirche St-Julien-l’Hospitalier (Lage) | PM10001114    | Classé       | 1977  |      |
| Skulptur Heiliger Fiacrius                                 | Kalkstein, farbig gefasst, 17. Jahrhundert                                                | in der Kirche St-Julien-l’Hospitalier (Lage) | PM10004316    | Classé       | 1977  |      |
| Kruzifix                                                   | Holz, farbig gefasst, 17. Jahrhundert                                                     | in der Kirche St-Julien-l’Hospitalier (Lage) | PM10004317    | Inscrit      | 1977  |      |
| Skulptur Unterweisung Mariens                              | Kalkstein, farbig gefasst, 16. Jahrhundert                                                | in der Kirche St-Julien-l’Hospitalier (Lage) | PM10004319    | Inscrit      | 1978  |      |